# Bakebe
Bakebe est un village du Cameroun, situé dans la Région du Sud-Ouest. Il est rattaché administrativement à l'arrondissement de Upper Bayang, dans le département de Manyu.

## Population
En 1953, la localité comptait 610 habitants, puis 594 en 1967, principalement des Banyang.
On y a dénombré 894 personnes lors du recensement de 2005.

## Éducation
Bakebe est doté d'un collège public bilingue (CES).